# Brasil Open 2003 - Qualificazioni singolare
Le qualificazioni del singolare  del Brasil Open 2003 sono state un torneo di tennis preliminare per accedere alla fase finale della manifestazione. I vincitori dell'ultimo turno sono entrati di diritto nel tabellone principale. In caso di ritiro di uno o più giocatori aventi diritto a questi sono subentrati i lucky loser, ossia i giocatori che hanno perso nell'ultimo turno ma che avevano una classifica più alta rispetto agli altri partecipanti che avevano comunque perso nel turno finale.
Le qualificazioni del torneo Brasil Open 2003 prevedevano 32 partecipanti di cui 4 sono entrati nel tabellone principale.

## Teste di serie
1. Gastón Etlis (Qualificato)
2. Pedro Braga (secondo turno)
3. Thomas Blake (secondo turno)
4. Ignacio Hirigoyen (secondo turno)

1. Andres Pedroso (ultimo turno)
2. Michael Quintero (Qualificato)
3. Adrián García (secondo turno)
4. Júlio Silva (Qualificato)

## Qualificati
1. Gastón Etlis
2. Paul Capdeville

1. Júlio Silva
2. Michael Quintero

## Tabellone

### Legenda
| - Q = Qualificato - WC = Wild card - LL = Lucky loser | - ALT = Alternate - SE = Special Exempt - PR = Protected Ranking | - w/o = Walkover - r = Ritirato - d = Squalificato |

### Sezione 1
|  | Primo turno         | Primo turno         | Primo turno         | Primo turno | Primo turno |  |  | Secondo turno | Secondo turno  | Secondo turno  | Secondo turno  | Secondo turno  |   |   | Ultimo turno | Ultimo turno | Ultimo turno | Ultimo turno | Ultimo turno |  |
|  |                     |                     |                     |             |             |  |  |               |                |                |                |                |   |   |              |              |              |              |              |  |
|  |                     |                     |                     |             |             |  |  |               |                |                |                |                |   |   |              |              |              |              |              |  |
|  |                     |                     |                     |             |             |  |  | 1             | Gastón Etlis   | Gastón Etlis   | 6              | 6              |   |   |              |              |              |              |              |  |
|  | Bruno Soares        | Bruno Soares        | Bruno Soares        | 6           | 6           |  |  |               | Bruno Soares   | Bruno Soares   | 4              | 2              |   |   |              |              |              |              |              |  |
|  | Pedro Alves         | Pedro Alves         | Pedro Alves         | 1           | 0           |  |  |               |                |                |                |                |   |   | 1            | Gastón Etlis | Gastón Etlis | 6            | 6            |  |
|  | Eduardo Frick       | Eduardo Frick       | Eduardo Frick       | 7           | 6           |  |  |               |                | 5              | Andres Pedroso | Andres Pedroso | 4 | 2 |              |              |              |              |              |  |
|  | Mashiska Washington | Mashiska Washington | Mashiska Washington | 5           | 4           |  |  |               | Eduardo Frick  | Eduardo Frick  | 3              | 68             |   |   |              |              |              |              |              |  |
|  |                     |                     |                     |             |             |  |  | 5             | Andres Pedroso | Andres Pedroso | 6              | 7              |   |   |              |              |              |              |              |  |
|  |                     |                     |                     |             |             |  |  |               |                |                |                |                |   |   |              |              |              |              |              |  |

### Sezione 2
|  | Primo turno     | Primo turno     | Primo turno     | Primo turno | Primo turno |  |  | Secondo turno | Secondo turno   | Secondo turno   | Secondo turno   | Secondo turno   |   |   | Ultimo turno | Ultimo turno | Ultimo turno | Ultimo turno | Ultimo turno |  |
|  |                 |                 |                 |             |             |  |  |               |                 |                 |                 |                 |   |   |              |              |              |              |              |  |
|  |                 |                 |                 |             |             |  |  |               |                 |                 |                 |                 |   |   |              |              |              |              |              |  |
|  |                 |                 |                 |             |             |  |  | 2             | Pedro Braga     | Pedro Braga     | 65              | 5               |   |   |              |              |              |              |              |  |
|  | Josh Goffi      | Josh Goffi      | 6               | 5           | 7           |  |  |               | Josh Goffi      | Josh Goffi      | 7               | 7               |   |   |              |              |              |              |              |  |
|  | Tripp Phillips  | Tripp Phillips  | 3               | 7           | 6(1)        |  |  |               |                 |                 |                 |                 |   |   | Josh Goffi   | Josh Goffi   | Josh Goffi   | 63           | 5            |  |
|  | Paul Capdeville | Paul Capdeville | Paul Capdeville | 6           | 6           |  |  |               |                 | Paul Capdeville | Paul Capdeville | Paul Capdeville | 7 | 7 |              |              |              |              |              |  |
|  | Rodrigo Ribeiro | Rodrigo Ribeiro | Rodrigo Ribeiro | 3           | 4           |  |  |               | Paul Capdeville | Paul Capdeville | 6               | 6               |   |   |              |              |              |              |              |  |
|  |                 |                 |                 |             |             |  |  | 7             | Adrián García   | Adrián García   | 3               | 2               |   |   |              |              |              |              |              |  |
|  |                 |                 |                 |             |             |  |  |               |                 |                 |                 |                 |   |   |              |              |              |              |              |  |

### Sezione 3
|  | Primo turno      | Primo turno      | Primo turno      | Primo turno | Primo turno |  |  | Secondo turno | Secondo turno  | Secondo turno  | Secondo turno | Secondo turno |   |   | Ultimo turno | Ultimo turno | Ultimo turno | Ultimo turno | Ultimo turno |  |
|  |                  |                  |                  |             |             |  |  |               |                |                |               |               |   |   |              |              |              |              |              |  |
|  |                  |                  |                  |             |             |  |  |               |                |                |               |               |   |   |              |              |              |              |              |  |
|  |                  |                  |                  |             |             |  |  | 3             | Thomas Blake   | 1              | 7             | 2             |   |   |              |              |              |              |              |  |
|  | Jordan Kerr      | Jordan Kerr      | Jordan Kerr      | 6           | 6           |  |  |               | Jordan Kerr    | 6              | 5             | 6             |   |   |              |              |              |              |              |  |
|  | Frederico Casaro | Frederico Casaro | Frederico Casaro | 1           | 0           |  |  |               |                |                |               |               |   |   |              | Jordan Kerr  | 6            | 5            | 0            |  |
|  | Phillip Harboe   | Phillip Harboe   | Phillip Harboe   | 7           | 7           |  |  |               |                | 8              | Júlio Silva   | 2             | 7 | 6 |              |              |              |              |              |  |
|  | Nathan Healey    | Nathan Healey    | Nathan Healey    | 5           | 5           |  |  |               | Phillip Harboe | Phillip Harboe | 4             | 3             |   |   |              |              |              |              |              |  |
|  |                  |                  |                  |             |             |  |  | 8             | Júlio Silva    | Júlio Silva    | 6             | 6             |   |   |              |              |              |              |              |  |
|  |                  |                  |                  |             |             |  |  |               |                |                |               |               |   |   |              |              |              |              |              |  |

### Sezione 4
|  | Primo turno       | Primo turno       | Primo turno       | Primo turno | Primo turno |  |  | Secondo turno | Secondo turno     | Secondo turno     | Secondo turno    | Secondo turno |   |   | Ultimo turno | Ultimo turno   | Ultimo turno | Ultimo turno | Ultimo turno |  |
|  |                   |                   |                   |             |             |  |  |               |                   |                   |                  |               |   |   |              |                |              |              |              |  |
|  |                   |                   |                   |             |             |  |  |               |                   |                   |                  |               |   |   |              |                |              |              |              |  |
|  |                   |                   |                   |             |             |  |  | 4             | Ignacio Hirigoyen | Ignacio Hirigoyen | 62               | 612           |   |   |              |                |              |              |              |  |
|  |                   |                   |                   |             |             |  |  |               | Thomas Shimada    | Thomas Shimada    | 7                | 7             |   |   |              |                |              |              |              |  |
|  |                   |                   |                   |             |             |  |  |               |                   |                   |                  |               |   |   |              | Thomas Shimada | 7            | 1            | 2            |  |
|  | Alexandre Bonatto | Alexandre Bonatto | Alexandre Bonatto | 6           | 6           |  |  |               |                   | 6                 | Michael Quintero | 63            | 6 | 6 |              |                |              |              |              |  |
|  | Carlos Matos      | Carlos Matos      | Carlos Matos      | 2           | 3           |  |  |               | Alexandre Bonatto | Alexandre Bonatto | 2                | 3             |   |   |              |                |              |              |              |  |
|  |                   |                   |                   |             |             |  |  | 6             | Michael Quintero  | Michael Quintero  | 6                | 6             |   |   |              |                |              |              |              |  |
|  |                   |                   |                   |             |             |  |  |               |                   |                   |                  |               |   |   |              |                |              |              |              |  |